# Motorrijder
Een motorrijder is een bestuurder van een motorfiets.

## Geschiedenis

### Ontstaan van de motorfiets en de motorrijder
Het motorrijden is uiteraard ontstaan met de uitvinding van de motorfiets. Toch waren de eerste berijders niet direct "motorrijders". Meestal waren het de bouwers en uitvinders die hun eigen voertuigen eerst moesten demonstreren om producenten en publiek te overtuigen van het nut van de machine. De allereerste motorfietsen reden nog op stoom en werden ingezet in demonstraties, zoals wedstrijden tegen paarden of als circusact. De bediening was ook veel te ingewikkeld voor leken.
Met de komst van de Hildebrand & Wolfmüller in 1894 werden voor het eerst motorfietsen in serie geproduceerd en kon men dus gaan spreken van "motorrijders". Dit waren meestal excentrieke rijkelui die de motorfiets als "aardigheidje" wilden proberen. Er waren immers ook al automobielen te koop. Het nieuwe was er echter snel af en de belabberde betrouwbaarheid van de machines droeg niet echt bij aan de doorbraak van de motorfiets. 
Vanaf ca. 1900 ging men het motorrijden vanuit een andere invalshoek zien: Men ging simpelweg het fietsen verlichten door kleine motoren op rijwielen te bouwen. Een goed voorbeeld daarvan zijn de motorfietsen van de firma Werner. In deze periode wisten ook de fabrikanten van gemotoriseerde voertuigen niet altijd welke kant het op zou gaan met de techniek: gemotoriseerde twee- drie- en vierwielers werden soms door dezelfde bedrijven geproduceerd. Goede voorbeelden hiervan zijn de quadricycles en de tricycles.
Toch duurde het slechts enkele jaren tot vele fabrikanten de definitieve keuze voor de motorfiets hadden gemaakt. En ook de klanten waren snel overtuigd: de motorfiets was licht, wendbaar, klein en paste in elk schuurtje (huizen met garage bestonden uiteraard nog niet). Het gebruik van de motorfiets door overheidsdiensten (leger en politie) droeg hier zeker aan bij.

#### Helse machines
Zowel auto's als motorfietsen werden in de beginjaren als "helse" machines beschouwd, maar er was een belangrijk verschil: Auto's waren in bezit van de "gegoede burgerij" die zich door een chauffeur liet rondrijden. Omdat deze mensen ook in veel gemeenteraden zitting hadden, werd nogal eens verschil gemaakt in de plaatselijke verordeningen tussen auto's en motorfietsen. In 1904 werd de Nederlandsche Motorwielrijders Vereniging (later de KNMV) opgericht, maar in hetzelfde jaar werd een initiatief genomen om te komen tot een anti-autobond, die zich tegen alle vormen van gemechaniseerd vervoer richtte. De Nieuwe Vlaardingse Courant riep haar lezers in 1906 op maatregelen tegen "de rijke automobilisten" te nemen, en in Princenhage (bij Breda) werd opgeroepen glasscherven op de wegen te strooien. Rond 1908 bestempelde een lid van de Gedeputeerde Staten van Noord-Brabant het meenemen van een duopassagier als niet minder dan een misdrijf. Er verschenen in Engeland artikelen die de veroorzaakte rook en stofwolken van auto's en motorfietsen als oorzaak van de "zonloze zomers" aanwezen.

#### Juridische weerstand
In Nederland kon de politie zich naar hartenlust uitleven op motorrijders. Door het ontbreken van landelijke wetgeving kon immers iedere gemeente haar eigen regels opleggen, die men natuurlijk nooit allemaal kon kennen. 
- 1902: Verbod in Amsterdam, Spakenburg en Tietjerksteradeel zich rijdend met een motorfiets te vertonen
- 1902: Verbod in Arnhem wegen te gebruiken die niet minstens 6 meter breed waren. De breedste weg in de gemeente was 5.90 meter breed... Na gewonnen protesten van motorrijders werd de regel geschrapt, maar mocht men voortaan een motorrijtuig niet onbeheerd achterlaten. De meeste automobilisten hadden in deze tijd een chauffeur die in de auto kon wachten, maar motorrijders konden niet meer parkeren!
- 1904: Na de opheffing van het absolute rijverbod in Amsterdam gold nu de verplichting tijdens het rijden voortdurend te bellen of "met een hoorn geluid te geven".
- 1905: Eindelijk wetgeving: de Motor- en Rijwielwet laat de maximumsnelheid, tot dat moment gelijk aan die van een "matige draf van een paard", vervallen. Motorrijders en automobilisten mogen hun snelheid naar eigen verantwoordelijkheid regelen. Dit leidde echter tot een groot aantal plaatselijke verordeningen.
- 1905: In Friesland de verplichting bij nadering van een bespannen wagen 30 meter daarvóór te stoppen.
- ca. 1905: Amsterdam: het inhalen van de paardentram op de helling van het Rokin naar het Muntplein leverde een bekeuring op.
- ca. 1905: Verbod in Bergen op Zoom met een motorfiets sneller te rijden dan een voetganger loopt. Deze regel gold niet voor fietsers en automobilisten.
- 1908: Gemeenten kregen de bevoegdheid de maximumsnelheid binnen hun bebouwde kom zelf vast te stellen. Veelal werd dit 12 à 15 km/uur, maar Utrecht hield het op "de snelheid waarmee de voetganger zich voortbeweegt". Toch nog tegen de Motor- en Rijwielwet, waarin de toegelaten minimumsnelheid 10 km/uur was.
- 1905-1910: In veel steden zijn de hoofdstraten voor motorfietsen verboden terrein, niet voor automobielen.
- 1914-1915: Na het in zwang komen van de eerste duozittingen konden plaatselijke koddebeiers zich weer flink uitleven. De Motorwet schreef immers een stel trappers én een stuur voor de berijders voor. Trappers waren al jaren uitgestorven, en de duopassagiers hadden natuurlijk geen stuur. Zelfs na uitspraken van de Hoge Raad wist men vooral in Arnhem, Zwolle, Delft, Naarden-Bussum en heel Noord-Brabant niet van ophouden. Nijmegen moest zelfs in 1916 nog door het Kantongerecht op de vingers getikt worden. Toen plaatselijke politiekorpsen besloten dat elke berijder ook bestuurder moest zijn, en de bekeuringenstorm weer oplaaide, werd in 1917 de wetgeving aangepast.
- 1918: Verplichting in Winschoten beide voeten op de trappers te hebben, maar de meeste motorfietsen hadden in die tijd treeplanken of voetsteunen. Bekeuringen bleven niet uit.

In de Amerikaanse staat Pennsylvania maakten de autoriteiten het helemaal bont: Automobilisten en motorrijders waren daar verplicht op landwegen in het donker elke twee kilometer te stoppen, te claxonneren, een vuurpijl aan te steken, tien minuten te wachten en vervolgens weer twee kilometer te rijden!
(vrij naar: Han Harmsze: 75 jaar motorleven in Nederland, Nortier en Harmsze BV, 's Gravenhage)

#### Medische weerstand
Artsen spraken elkaar tegen: de een vond "het ongezond te zitten boven een zo veel geraas makend mechanisme en het stooten op de weg en daardoor schudden van de buikingewanden kan aanleiding geven tot het ontstaan van ziekelijke afwijkingen". De ander zag echter juist voordelen voor de gezondheid: "Versterking van de buikspieren als waarborg tegen storingen aan de ingewanden bereikt men, door de motor zelf te repareren en vaak schoon te maken. Dit geschiedt in gebukte houding en gehurkt, hetgeen weldadig is voor de buikorganen". Sommige artsen vonden het gezond van tijd tot tijd een stukje met de motorfiets aan de hand over een slechte weg te lopen...
(vrij naar: Han Harmsze: Motormerkwaardigheden, Motor 1976)

### Stijgende populariteit
Motorrijden nam snel in populariteit toe. Natuurlijk waren alle vormen van gemotoriseerd vervoer nog nieuw en spectaculair, maar een motorfiets was - in elk geval tot de komst van de Ford Model T in 1908 - het goedkoopste. Een hernieuwde populariteit ontstond na de Eerste Wereldoorlog. De vliegtuigindustrie had een enorme opleving gehad, evenals de wapenindustrie, maar beide markten stortten in elkaar. Veel bedrijven schakelden over op de productie van motorfietsen, hetgeen een enorme concurrentiestrijd opleverde. Motorrijders profiteerden hiervan. Ook de Grote Depressie in de jaren 30 zorgde voor een kleine stijging van de populariteit, weer vanwege het prijsverschil tussen motorfietsen en auto's. Het probleem van de beperkte capaciteit (meestal één, soms twee zitplaatsen) was intussen opgelost met zijspannen, forecars en achterspanwagens waarmee men passagiers vóór, naast en achter de motorfiets kon meenemen.

#### "Deskundige" adviezen
Intussen werd de kunst van het motorrijden onderwezen in verschillende boekwerkjes, geschreven door "deskundigen". Al in 1907 waarschuwde Ing. Walter Schuricht motorrijders niet af te stappen als de motor nog reed. In een latere druk in 1925 stond de waarschuwing nog steeds! Gerlof Kalma waarschuwde duopassagiers: "Deze slingere niet met zijne (hare) benen en springe vooral niet te gauw van de duozitting af". Dr. Albert Sachs vond nog in 1928 dat duopassagiers en eigen signaalhoorn en een eigen rem moesten hebben... In 1925 schreef ene Oskar Fried: "De methode om een duopassagier te vervoeren moet als volstrekt verwerpelijk en gevaarlijk bestempeld worden". Hij raadde de meisjes aan "onmiddellijk hun benen wijd te strekken bij het minste gevoel van onzekerheid of het vermoeden, dat een val onvermijdelijk is".
(vrij naar: Han Harmsze: Motormerkwaardigheden, Motor 1977)

### Dalende populariteit
Na de Tweede Wereldoorlog had men grote behoefte aan simpele en goedkope vormen van vervoer. In eerste instantie zou men dan weer aan motorfietsen kunnen denken, en met de komst van de scooter kwam er ook wel een kleine opleving, maar de kleine tot zeer kleine auto's, zoals de Goggomobil (1951), de Fiat 500 en 600, de Volkswagen Kever en de Mini brachten de auto binnen bereik van ieders beurs. Wie nu nog motor reed mocht zich een echte "motorrijder" noemen. De motorfiets werd steeds minder een vervoermiddel en steeds meer een hobby-object. Motorrijden was voortaan leuk. 

### Tuig?
In de jaren vijftig en -zestig stond het motorrijden vaak in een kwaad daglicht. Veel jongeren identificeerden zich met de motorrijders uit ruige films, zoals Marlon Brando in "The Wild One" (1953) en de opkomende Hells Angels in de Verenigde Staten. Ook de Hollister Bash, een vechtpartij tussen motorrijders in 1947 was onder motorrijders snel bekend. Bestaande motorfietsmodellen werden vaak licht verbouwd tot caféracer en in Engeland waren regelmatig vechtpartijen tussen motorrijders (de rockers) en scooterrijders, de Mods. Ook de cultfilm Easy Rider uit 1969 schilderde motorrijders af als losgeslagen, boven de wet staande drugsgebruikers. Kortom: een net meisje kwam niet met een motorrijder thuis en tot ver in de jaren zeventig kon men als motorrijder gewoon weggestuurd worden bij restaurants, campings, hotels enz. Dit waren de jaren dat motorrijders zich als "outlaws" gingen voelen en zich ook zo gingen gedragen. In het verkeer kon men zich gemakkelijk onderscheiden. Een motorfiets was in het algemeen sneller dan de gemiddelde auto en daar werd dan ook gebruik van gemaakt.

### Weer braaf
| Peter Fonda op een replica van zijn "Captain America" Harley uit Easy Rider. De film en de motor legden de basis voor de chopper- en custom-rage |
| Captain America in het klein: kleine customs zoals deze Suzuki GN 250 openden de motorwereld voor iedereen                                       |

In de jaren zeventig deden zich twee fenomenen voor die de populariteit van de motorfiets zouden verhogen, maar ook het beeld van de motorrijder sterk beïnvloedden. 
- Japanse motorfabrikanten, die in de jaren vijftig waren begonnen met het fabriceren van kopieën van Europese motorfietsen, veroverden in hoog tempo de markt met technisch hoogwaardige, vernieuwende en betaalbare motorfietsen, met als hoogtepunt de Honda CB 750 Four in 1969. Dit opende de wereld van het motorrijden ook voor mensen die geen zin hadden een complete revisie van de motor op de vluchtstrook van een autosnelweg uit te voeren.
- De film Easy Rider had een bijzonder effect: steeds meer motorrijders gingen choppers bouwen en de fabrikanten van motorfietsen sprongen in op de vraag. De custom-motor ontstond. Aanvankelijk waren dit normale toermotorfietsen die voorzien werden van een hoger stuur, een getrapt zadel en een druppelvormige tank. Ze benaderden nog niet het "Grote Voorbeeld", de Harley-Davidson, met zijn zware V-twin-motor. De eerste Customs hadden vaak een viercilinder motor uit een bestaand model. Deze customs hadden door het getrapte zadel een lage opstap, en vrijwel alle modellen, ook de zeer lichte van 125- of 250 cc, werden als custom aangeboden. Dit opende de motormarkt ook voor veel (vaak kleine) dames.

In de jaren tachtig ontstond er aldus een hernieuwde populariteit van het motorrijden. De vrouwen gingen zelf rijden, er ontstonden veel en grote motorclubs. Motorfietsen waren intussen betrouwbaar en de motorkleding was zo verbeterd dat men ook niet meer thuis hoefde te blijven bij slecht weer. De verstopping van de autowegen en autosnelwegen door files genereerde veel nieuwe motorrijders, maar ook mensen die al tientallen jaren geleden in de auto waren gestapt ontdekten het "A"-tje op hun rijbewijs weer, dit waren de heropstappers. In deze periode gingen motorrijders ook over elkaar klagen. De scheurneuzen reden immers nog steeds rond, maar zij waren de "enkelingen, die het verpesten voor de rest".
Een belangrijk verschil tussen de moderne motorrijders en die uit het verleden is misschien wel te herkennen aan de uitingen van verkeersveiligheidsorganisaties. In de jaren zeventig richtten die zich op begrip tussen motorrijders en automobilisten, tegenwoordig meer op oplettendheid. Het begrip is er immers: de meeste motorrijders zijn ook automobilist...

## Motorrijderscultuur
Door het grotere saamhorigheidsgevoel dat in de jaren zestig onder de motorrijders bestond ontstond een eigen motorrijderscultuur met onder meer een eigen taalgebruik (zie: Lijst van termen onder motorrijders). Ook was (en is) er de ongeschreven wet dat motorrijders elkaar helpen bij pech onderweg. In Duitsland werd zelfs het "Kradnetz" (Kraftradnetz) opgezet, een organisatie waarbij motorrijders zich in groten getale aansloten en waarbij men zelfs verplicht was elkaar te helpen, zelfs als dat het aanbieden van een slaapplaats inhield. De organisatie breidde zich tot ver buiten Duitsland uit. In deze tijd was dat nog weleens nodig: de betrouwbaarheid van de meeste motorfietsen liet ernstig te wensen over en de meeste motorrijders waren dan ook behoorlijk technisch. Na de grote opleving van het motorrijden in de jaren tachtig kon men ook niet meer spreken van "outlaws" of "zonderlingen" als men het over motorrijders had. Iedereen was motorrijder of had er een in de familie. Hierdoor is de "motorrijderscultuur" ook voor een groot deel verloren gegaan. Groetten motorrijders elkaar in het verleden zonder uitzondering, tegenwoordig komen ze elkaar zo veelvuldig tegen dat consequent groeten eigenlijk inhoudt dat men voortdurend met één hand stuurt. En elkaar helpen is ook niet meer nodig: motorfietsen gaan niet meer kapot, en als dat toch gebeurt is er de mobiele telefoon waarmee men hulp kan inroepen.

### De motorrijder in emotionele zin
Een ander, niet onbelangrijk aspect van de motorrijderscultuur is het gevoelsmatig motorrijder "zijn", soms zelfs als motorrijder geaccepteerd worden. Er is misschien geen andere wereld waar men zo veel denigrerende of cynisch bedoelde uitdrukkingen voor leden uit dezelfde groep heeft als de wereld van de motorrijders. Ook voor vrijwel alle merken en veel typen van motorfietsen zijn spottende benamingen (kijk maar eens in de Lijst van termen onder motorrijders), en elke motorrijder wordt, zonder uitzondering, bespot om zijn keuze als hij zich tussen aanhangers van een ander merk begeeft. Dit is echter nooit serieus bedoeld en men kan ook gerust een bepaalde motorfiets tot grond toe afkraken en er vervolgens een kopen.

### Merken- en landenfanatisme
Merkentrouw komt voor bij vrijwel alle producten, maar motorrijders zijn vaker en meer fanatiek gehecht aan hun "eigen" motormerk. In het verleden werden zelfs verwoede discussies in motorbladen gevoerd over merken of landen waar motorfietsen geproduceerd werden. De laatste gevechten dateren uit de jaren zeventig, toen de Japanse motoren ingeburgerd begonnen te raken. Een enkele positieve opmerking tijdens de beschrijving van een test of rij-impressie konden al resulteren in verwijten van "omkoping" en "de importeur naar de mond praten". Hetzelfde kon overigens gebeuren als een redacteur iets positiefs over een Europees merk schreef. Dit verschijnsel is echter van alle tijden: in de jaren twintig ging de strijd tussen Britse en Duitse merken, later weer tussen de Verenigde Staten en Europa. Tijdens de grote doorbraak van de Britten in de jaren vijftig en de Italianen weer verhitte discussies, ook over de scooter. Tegenwoordig worden motorfietsen uit de hele wereld in Europa verkocht, en men kan met een gerust hart bijvoorbeeld een Koreaanse Hyosung aanschaffen en hiermee in het middelpunt van de belangstelling staan. Men koopt vaker een motorfiets die bij iemands rijstijl past, ongeacht merk of afkomst.

### "Doorrijder"
De simpelste definitie van de doorrijder is misschien wel "niet-automobilist". De doorrijder rijdt het gehele jaar motor, ongeacht de weersomstandigheden.
Het aantal doorrijders neemt overigens (waarschijnlijk vanwege de files) toe. Vanwege de kou hoeft men het ook niet te laten; motorkleding is sterk verbeterd en veel toermotoren zijn voorzien van goede stroomlijnkuipen en handvatverwarming. De opkomst van de motorscooter levert hier ook zijn bijdrage: Voor korte (woon/werkverkeer) afstanden is deze zeer geschikt, en men kan er comfortabel en zonder al te veel extra kleding gebruik van maken. 
Toch zijn er nog wel problemen: gladheid (meestal alleen in woonwijken, waar niet gestrooid wordt), mist en beslaande of bevroren helmvizieren. Een bijzonder probleem voor doorrijders is het zout dat op de straten wordt gestrooid. Doordat zout sterk oxidatief is, dient de motor regelmatig te worden afgespoeld en liefst behandeld met een siliconenspray.

### Nieuwe motorrijder
Nieuwe motorrijder is een benaming die werd gebruikt voor de grote groep motorrijders die opstapte tijdens de “motorboom”, begin jaren negentig. Met de gestegen populariteit van de custom-motorfietsen horen beide in het algemeen bij elkaar.

### De heropstapper
Een heropstapper is een motorrijder die vele jaren niet meer op een motorfiets gereden heeft. Vaak gaat het hier om mensen die in hun jeugd - mogelijk om geld te sparen - motor gereden hebben, maar bij het stichten van een gezin zijn overgestapt in een auto. Als de kinderen het huis uit zijn herontdekt men het "A"-tje op het rijbewijs en gaat - dit keer als hobby - motorrijden. Heropstappers hebben echter vaak een zeer gebrekkige rijopleiding gehad (want lang geleden) en moeten bovendien wennen aan de eigenschappen van moderne motorfietsen. Het duurt dan ook vaak enige tijd voordat ze weer op een enigszins vlotte manier motorrijden. Daarom worden heropstappers ook weleens spottend "herafstappers" genoemd. Heropstappers vertegenwoordigen tegenwoordig een groot percentage van de motorrijders.

### De professionele motorrijder
Meestal gaat het bij professionele motorrijders over motorrijders van de politie, de Koninklijke Marechaussee en militaire motorrijders, zoals de motorordonnans, maar ook de wegenwacht maakt gebruik van motorrijders. In sommige gevallen zijn zij "aangewezen" om motorrijder te worden, maar soms is er een dermate lange wachtlijst dat men blij is tot de "motorpool" te worden toegelaten. In alle gevallen krijgen deze motorrijders een zeer gedegen opleiding, die veel uitgebreider is dan alleen het rijbewijs-niveau. Het is een pré als men privé ook motor rijdt.

### Zijspanrijders
In feite hebben zijspanrijders met solo-motorrijders alleen het rijbewijs gemeen, naast het feit dat ze "buiten" zitten. Toch vraagt niemand zich af of ze bij de motorrijders als groep horen. Zijspanrijders houden immers vast aan het motorrijden als dit eigenlijk - meestal door gezinsuitbreiding - niet meer gaat. Maar de techniek van het besturen van een zijspancombinatie verschilt beduidend van het rijden met een solo-motor en de meesten volgen dan ook op vrijwillige basis een zijspancursus omdat het A-rijbewijs onvoldoende voertuigbeheersing geeft. Zijspanrijders zonderen zich soms echter wel af van de solorijders. Vooral gewone motortreffens worden gemeden, bijvoorbeeld omdat men graag de kinderen meeneemt. Daarom zijn er speciale zijspantreffens, waar rekening gehouden met kleine kinderen, in de vorm van speeltoestellen, spelletjes en nachtrust. Ook rijdt men vaak ritten met gehandicapten, die men in een zijspan immers makkelijk kan meenemen. Alleen al in Nederland worden er enkele tientallen van dergelijke ritten per jaar georganiseerd.

### Trike-rijder
De opkomst van de Trike in de jaren negentig plaatste de motorrijderswereld voor een dilemma. Trike-rijders hebben immers veel gemeen met motorrijders, en zeker met zijspanrijders. Zijspanrijders zijn een volledig geaccepteerde groep in de motorwereld. Maar een trike is - in elk geval juridisch - een auto. Toch worden bestuurders van Trikes in het algemeen toegelaten op motortreffens en horen er dus "bij".

### Scooterrijder
Hoewel de motorscooter juridisch juist wél in de categorie motorfietsen valt, begeven scooterrijders zich zelden in het gezelschap van andere motorrijders. Op motortreffens en bij motorclubs zijn scooters zeer dun gezaaid. Mogelijke oorzaak is dat veel scooterrijders hun machine als woon/werkverkeer vervoermiddel gebruiken, niet zo zeer als overtuigd motorrijder, maar meer als automobilist die de files wil ontwijken.